# Operation C
Operation C, venduto con il nome di Contra (コントラ?) in Giappone e con il nome di Probotector nella zona PAL, è un videogioco di tipo sparatutto a scorrimento a tema fantascientifico sviluppato e pubblicato da Konami nel 1991 per Game Boy. Fa parte della serie Contra, possiede caratteristiche di grafica e gameplay simili a Contra e Super Contra ed è il primo della serie ad essere stato pubblicato per una piattaforma portatile.
Al momento dell'uscita sul mercato, era il primo videogioco a funzionare con un quantitativo di RAM superiore a 4 MB.

## Trama
L'unità Contra è chiamata a neutralizzare una forza nemica che sta segretamente custodendo cellule aliene nelle proprie basi militari. 
Nella versione giapponese, i nemici sono identificati come l'esercito di una non specificata nazione ostile che sta tentando di utilizzare cellule aliene per produrre armi potenziate ai danni dell'intero pianeta. 
Nella versione americana, i nemici stanno lavorando per un'entità aliena denominata "Black Viper" con lo scopo di dominare il mondo. 

Bill Rizer si ritroverà, quindi, ad affrontare orde di nemici in cinque aree differenti, ognuna capeggiata da Boss particolarmente ostili ed energici.

## Modalità di gioco
Questo titolo ha il gameplay simile al predecessore Super Contra: nel videogioco bisogna impersonare Bill Rizer e superare i cinque livelli proposti.
Come i capitoli precedenti, Operation C ha un livello di difficoltà elevato. 
Il giocatore, nel corso della partita, portà cambiare i proiettili della propria arma sparando ai vari potenziamenti fluttuanti. Oltre al fucile, l'arma base disponibile unicamente all'inizio di una nuova partita o quando il giocatore viene sconfitto, è possibile scegliere tra 3 tipi di armi differenti: 
- S - Spread Gun (raggio multiplo esteso)

- H - Homing Gun (missili auto-guidati)

- F - Fire Ball (colpo deflagrante)

Solo per quanto riguarda Spread Gun, se acquisito quando già in possesso dello stesso potenziamento, consente di aumentare l'ampiezza del raggio di sparo da 3 a 5.

## Curiosità
A causa di un errore di programmazione, nelle mappe 2 e 4, a visuale alta, è possibile rimanere bloccati all'interno di muri e oggetti nel caso in cui vengano premuti contemporaneamente tutti e quattro i tasti del Dpad. Quando si verifica questa determinata condizione (di solito utilizzando Dpad privi di perno centrale), lo sprite di Bill Rizer si muove nell'ultima direzione registrata dal gioco ed è capace di attraversare i muri. Quando il giocatore rilascia i comandi mentre lo sprite è posizionato su di un muro normalmente invalicabile, il gioco sarà impossibilitato a continuare. A questo punto, per forza di cose, si dovrà resettare il gioco.